# Barmøya
Barmøya o Barmen és una petita illa del municipi de Stad, al comtat de Vestland, Noruega. L'illa, de 9 quilòmetres quadrats, es troba a tocar del continent, entre la península de Stad i l'illa Vågsøy. La majoria dels 50 habitants de l'illa viuen a la riba sud, en un petit poble anomenat Barmen. Un ferri connecta Barmen amb el continent, situat a poc més d'1,5 quilòmetres, al sud. La meitat oriental de l'illa està formada pel mont Skjolden, de 545 metres d'alçada.